# Aubin (Aveyron)
Aubin ist eine französische Gemeinde mit 3465 Einwohnern (Stand: 1. Januar 2022) im Département Aveyron in der Region Okzitanien (zuvor Midi-Pyrénées). Aubin gehört zum Arrondissement Villefranche-de-Rouergue. Die Einwohner werden Aubinois genannt.

## Geografie
Aubin liegt am Flüsschen Enne. Im Süden begrenzt der Riou Viou die Gemeinde. Umgeben wird Aubin von den Nachbargemeinden Decazeville im Norden, Noailhac im Nordosten, Firmi im Osten, Cransac-les-Thermes und Auzits im Südosten, Lugan im Süden, Galgan und Valzergues im Südwesten, Les Albres im Westen und Viviez im Nordwesten.

## Bevölkerungsentwicklung
| Jahr      | 1962 | 1968 | 1975 | 1982 | 1990 | 1999 | 2006 | 2011 |
| Einwohner | 7821 | 6635 | 6283 | 5782 | 4846 | 4360 | 4258 | 3954 |

## Verkehr
Aubin hat einen Bahnhof an der Bahnstrecke Capdenac–Rodez und wird im Regionalverkehr von Zügen des TER Occitanie zwischen Brive-la-Gaillarde und Rodez bedient.

## Sehenswürdigkeiten
- Kirche Notre-Dame de l’Assomption (auch Kirche Saint-Blaise), im romanischen und gotischen Stil erbaut, ursprünglich aus dem 12. Jahrhundert, mit wesentlichen Umbauten aus dem 15. und 16. Jahrhundert, Monument historique seit 1942
- Kirche Notre-Dame-des-Mines, 1942 anstelle der früheren Kirche wieder errichtet, seit 2001 Monument historique
- Kirche Notre-Dame de Gua, im neogotischen Stil 1867 errichtet, seit 2003 Monument historique. Die Kirche verfügt über einen von den Pariser Markthallen inspirierten Dachstuhl aus Stahl.[1]
- Rathaus
- Reste der Befestigungsanlagen
- Schule Jules Ferry in Gua, zwischen 1876 und 1880 erbaut, Monument historique seit 2002
- Schmiede und Gießerei aus dem Jahre 1847, seit 2008 Monument historique
- Musée de la Mine Lucien-Mazars, Ausstellung zur Montangeschichte von Aubin von den Anfängen bis ins 20. Jahrhundert

## Persönlichkeiten
- Maria-Eugen vom Kinde Jesus (1894–1967), Ordenspriester der Unbeschuhten Karmeliten